# 内田しずか
内田 しずか（うちだ しずか、1986年1月12日 - ）は、鹿児島県出身のバスケットボール選手であった。ニックネームは「フェイ」。ポジションはセンターフォワード。JXサンフラワーズに所属していた。

## 来歴
神村学園では1年よりインターハイ・ウィンターカップを経験。3年時に主将を務め、ウィンターカップに出場した。
卒業後、ジャパンエナジーに入社。
専らベンチからの出場であるものの、シックスウーマンとしてチームを支える一方で、年代別日本代表も経験している。
2011年怪我で引退、退社。
現在、鹿児島大学教育学部附属中学校の体育教師をやめ、育休をとっている。

## 経歴
- 神村学園高 - JOMO（2004年〜2011年）

## 日本代表歴
- 2006アジアヤングウーメン選手権
- 2007U-21世界選手権